# برهان‌الدین
برهانُ الدّین لقبی به زبان عربی است و لقب افراد زیر است:
- برهان‌الدین محقق ترمذی
- میرداماد
- برهان‌الدین کرمانی
- برهان بقاعی
- ابراهیم مواهبی
- قاضی برهان‌الدین
- برهان‌الدین ابراهیم دسوقی
- ابراهیم شبرخیتی
- ابونصر فتح‌الله
- عبدالرحمان جبرتی
- ابراهیم لقانی
- ابراهیم خجندی
- ابراهیم رقی
- ابراهیم کورانی
- ابن فرکاح
- ابراهیم بن عبدالرحمان کرکی
- ابواسحاق ابن جماعه
- ابن عبدالحق
- ابن فرحون
- ابن ظهیره
- ابراهیم سوبینی
- ابواسحاق سفاقسی
- برهان‌الدین الخلیلی
- ابراهیم اخنایی
- برهان‌الدین حلبی
- ابراهیم بن محمد ناجی
- ابن زقاعه: (۱۳۲۳–۱۴۱۴م) فقیه شافعی، صوفی، نویسنده، ادیب و شاعر عربی فلسطینی.
- ابن معتمد دمشقی: (۱۴۴۰–۱۴۹۷م) تاریخ‌نگار و فقیه شافعی شامی.
- ابراهیم برماوی: (؟ - ۱۶۹۵م) فقیه شافعی مصری در سدهٔ هفدهم میلادی/ دوازدهم هجری و شیخ الازهر.
- ابن حمزه دمشقی: (۱۶۴۵–۱۷۰۸م) محدث و زبان‌شناس نحوی شامی.
- ابراهیم ابناسی: (۱۳۲۵–۱۳۹۹) فقیه شافعی مصری.
- برهان‌الدین طرابلسی: (۱۴۴۹–۱۵۱۶) فقیه حنفی شامی.
- ابن ولی مقدسی:  (؟ - زنده تا ۱۵۵۳م) فقیه حنفی، ادیب و نویسندهٔ فلسطینی

برهانُ الدّین نام افراد زیر است:
- برهان‌الدین ربانی